# Killian Peier
Killian Peier (* 28. März 1995 in La Sarraz) ist ein Schweizer Skispringer. Sein bisher grösster Erfolg ist der Gewinn der Bronzemedaille auf der Grossschanze bei den Nordischen Skiweltmeisterschaften 2019 in Seefeld in Tirol.

## Werdegang
Peier, der für den Ski-Club Vallée de Joux startet, gab sein internationales Debüt beim FIS-Junioren-Teamspringen am 1. März 2009 in Baiersbronn. Kurz darauf gewann der 13-Jährige das Kinderspringen in Eisenerz und bekam damit die Nominierung für den Alpencup, bei dem er bereits im zweiten Wettbewerb in Chaux-Neuve unter die besten zwanzig sprang. Bei den Schweizer Meisterschaften im Skispringen 2010 gewann er im Teamspringen am 9. Oktober 2010 mit dem Team «Ski Romand 1», zu der auch Rémi Français, Guillaume Berney und Vital Anken gehörten, die Silbermedaille. Nach zwei guten Ergebnissen im FIS Cup in Einsiedeln im Oktober 2010 bekam er kurz darauf erstmals die Möglichkeit, im Skisprung-Continental-Cup zu springen. In Engelberg wurde er jedoch disqualifiziert und blieb somit vorerst im Alpencup.
Beim Europäischen Olympischen Winter-Jugendfestival 2011 in Liberec erreichte Peier im Einzel den 12. Platz und wurde mit der Mannschaft Zehnter. Nach eher mittelmässigen bis hinteren Platzierungen im Alpencup startete er am 28. Dezember 2011 in Engelberg erneut im Continental Cup. Dabei verpasste er mit dem 61. Platz aber eine erwartete Punkteplatzierung deutlich. Am 14. Januar 2012 startete er bei den Olympischen Jugend-Winterspielen 2012 in Innsbruck von der Normalschanze und erreichte dabei den neunten Platz. Bis zum Ende der Saison 2011/12 konnte er im Alpencup nur schwer Fuss fassen. Erst im August 2012 gelang es ihm in Einsiedeln, erneut einen Platz unter den Top 20 zu erspringen. Auch in Oberstdorf gelang ihm das zweimal deutlich. Nach einem neunten Platz in Seefeld in Tirol wurde er erneut in den Schweizer B-Kader aufgenommen und sprang am 27. Dezember 2012 in Engelberg erneut im Continental Cup. Dabei gelang ihm mit dem 28. Platz der erste Punktegewinn. Auch im zweiten Springen auf der Gross-Titlis-Schanze und im ersten Springen von Zakopane sammelte er Punkte.
Bei der Nordischen Junioren-Skiweltmeisterschaft 2013 in Liberec sprang Peier auf den 15. Platz im Einzel und erreichte mit der Mannschaft den 11. Platz. Nach einem guten vierten Platz im Alpencup in Kranj wurde er erstmals für ein Springen im Rahmen des Skisprung-Weltcups nominiert, verpasste aber am 8. Februar 2013 in Willingen die Qualifikation. Im Teamspringen tags darauf wurde er gemeinsam mit Gregor Deschwanden, Pascal Kälin und Simon Ammann Zehnter. Nachdem er im Anschluss wieder im Continental Cup hatte punkten können, darunter in Brotterode und in Wisła, wurde er in das Team für die folgende Weltmeisterschaft aufgenommen.
Bei der Nordischen Skiweltmeisterschaft 2013 im italienischen Val di Fiemme verpasste er im Einzel von der Grossschanze mit dem 41. Platz in der Qualifikation den Wettbewerb nur denkbar knapp. Im Teamspringen von der gleichen Schanze erreichte er gemeinsam mit Simon Ammann, Marco Grigoli und Gregor Deschwanden den zehnten Platz. Am selben Ort belegte er ein Jahr später bei den Junioren-Weltmeisterschaften 2014 Platz 22 im Einzel und wurde mit der Schweizer Nachwuchsmannschaft Siebter.
Zum Saisonauftakt 2014/15 am 23. November 2014 ersprang sich Peier mit einem 17. Platz von der Grossschanze seine ersten Weltcuppunkte. Bei seinen altersbedingt letzten Junioren-Weltmeisterschaften erreichte er Anfang Februar 2015 im kasachischen Almaty mit Platz sechs erstmals ein Top-Ten-Resultat im Einzel, während er mit der Schweizer Mannschaft erneut Siebter wurde. Bei den anschliessenden Weltmeisterschaften der Erwachsenen im schwedischen Falun wurde er mit der Mannschaft erneut Zehnter. Diesmal qualifizierte er sich für die Einzelwettbewerbe, bei denen er die Plätze 30 von der Gross- und 31 von der Normalschanze erreichte. Zwei Jahre später erreichte er bei den Weltmeisterschaften 2017 im finnischen Lahti zum dritten Mal in Folge den zehnten Rang mit der Mannschaft. Im Einzel wurde er von der Normalschanze 18. und von der Grossschanze 40., wobei er dort den zweiten Durchgang verpasste.
Im Sommer-Grand-Prix 2018 konnte er mit Platz zwei auf der Aigner-Schanze im österreichischen Hinzenbach und Platz drei auf der Adlerschanze im deutschen Hinterzarten seine ersten Podiumsplätze auf höchstem Niveau feiern. Bei den Schweizer Meisterschaften im Skispringen 2018 in Einsiedeln gewann er zum dritten Mal in Folge den Meistertitel. Zum Jahreswechsel 2018/19 belegte er bei der Vierschanzentournee den zehnten Platz und damit die beste Platzierung eines Schweizers seit Simon Ammanns drittem Platz 2013/14.
Bei den Nordischen Skiweltmeisterschaften 2019 auf der Bergiselschanze in Innsbruck holte Peier hinter den Deutschen Markus Eisenbichler und Karl Geiger die Bronzemedaille. Obwohl diese Platzierung für Peier das beste Karriereresultat darstellte, war es nach den Trainingsdurchgängen und der Qualifikation nicht überraschend. Es war die erste Medaille für die Schweiz bei Nordischen Skiweltmeisterschaften im Skispringen seit 2011. Anschliessend wurde er mit der Schweizer Männermannschaft Siebter im Mannschaftswettbewerb und belegte im Einzelspringen von der Normalschanze den zehnten Platz. Am 8. Dezember 2019 sprang Peier beim vierten Weltcup-Wettbewerb der Saison in Nischni Tagil als Zweiter hinter Stefan Kraft erstmals aufs Podest.
Anfang Oktober 2020 infizierte sich Peier mit dem Virus SARS-CoV-2, woraufhin der Schweizer Skiverband Swiss-Ski die Schweizer Meisterschaften 2020 um zwei Wochen nach hinten verlegte. Bei den Schweizer Meisterschaften in Einsiedeln stürzte Peier nach einem Sprung auf 116,5 Meter schwer und zog sich einen Riss des vorderen Kreuzbandes am rechten Knie sowie eine Schnittwunde am Kinn zu. Er konnte deswegen nicht an der Weltcup-Saison 2020/21 teilnehmen.
Am 20. November 2021 kehrte Peier mit einem 16. Platz in Nischni Tagil zum Skisprung-Weltcup zurück. Bei den Olympischen Winterspielen 2022 in Peking wurde er auf der Normalschanze 37. und von der Grossschanze 27. Mit dem Schweizer Herrenteam wurde er im Mannschaftswettbewerb Achter.

## Erfolge

### Continental-Cup-Siege im Einzel
| Nr. | Datum             | Ort   | Typ           |
| --- | ----------------- | ----- | ------------- |
| 1.  | 7. Juli 2018      | Kranj | Normalschanze |
| 2.  | 8. Juli 2018      | Kranj | Normalschanze |
| 3.  | 9. September 2018 | Stams | Grossschanze  |

## Statistik

### Weltcup-Platzierungen
| Saison  | Platz | Punkte |
| ------- | ----- | ------ |
| 2014/15 | 066.  | 015    |
| 2015/16 | 074.  | 002    |
| 2017/18 | 054.  | 013    |
| 2018/19 | 017.  | 399    |
| 2019/20 | 025.  | 237    |
| 2021/22 | 016.  | 451    |
| 2022/23 | 074.  | 006    |
| 2023/24 | 041.  | 079    |
| 2024/25 | 033.  | 132    |

### Grand-Prix-Platzierungen
| Saison | Platz | Punkte |
| ------ | ----- | ------ |
| 2014   | 063.  | 014    |
| 2016   | 029.  | 083    |
| 2017   | 046.  | 035    |
| 2018   | 006.  | 299    |
| 2019   | 013.  | 146    |
| 2020   | 006.  | 067    |
| 2023   | 018.  | 106    |
| 2024   | 013.  | 160    |

### Continental-Cup-Platzierungen
| Saison  | Platz | Punkte |
| ------- | ----- | ------ |
| 2012/13 | 101.  | 068    |
| 2013/14 | 153.  | 009    |
| 2014/15 | 036.  | 312    |
| 2015/16 | 075.  | 098    |
| 2016/17 | 060.  | 149    |
| 2017/18 | 048.  | 193    |
| 2018/19 | 020.  | 448    |
| 2019/20 | 083.  | 071    |
| 2022/23 | 061.  | 077    |